# Györkös Mányi Albert
Györkös Mányi Albert (Tordaszentlászló, 1922. július 18. – Kolozsvár, 1993. május 27.) zenetanár, festőművész, Jakab Ilona férje.

## Életpályája
A kolozsvári Magyar Művészeti Intézet zenei fakultásán tanult, majd az Intézet megszüntetése után a kolozsvári George Dima Konzervatóriumban folytatta tanulmányait, ahol 1954-ben államvizsgázott. A kolozsvári Zeneművészeti Középiskola klarinéttanára volt.
1962-ben vette feleségül Jakab Ilona festőművésznőt, akinek hatására elkezdett festeni. 1982-ben felvették a romániai Képzőművészeti Alap tagjai közé. Ugyanakkor zenetanári munkásságáért hivatalos kitüntetésben részesült. A tizenöt olajfestményből álló Kalevala-sorozatáért a helsinki Kalevala Társaság emlékéremmel jutalmazta. 1985-ben feleségével új műteremlakásba költözött a Majális utca 5. szám alá, amely ma Györkös Mányi Albert Emlékházként működik. 1990-ben, 68 évesen elveszítette feleségét. 1993-ban, 71 évesen, Majális úti műteremlakásában, betegségtől gyötörten, az elmagányosodástól félve, önkezével vetett véget életének.

## Értékelése
Györkös Mányi Albert 28 csoportkiállításon vett részt, valamint 18 egyéni kiállítása volt Romániában és külföldön. Murádin Jenő művészettörténész a következőképpen jellemzi Györkös Mányi Albert munkásságát: "Az erdélyi naiv művészetnek határokon túl is jelentős sikereket aratott alkotójává lett. Élményanyagát kalotaszeg-peremi szülőfaluja és általában az erdélyi falu rendtartó világából, gyermekkora élményeiből merítette. Festményeit a perspektíva törvényeivel nem számoló naiv elrajzolások, s ugyanakkor az erőteljes, kifejező színvilág és egyszerűsítés jellemzi."

## Kiállítások (válogatás)

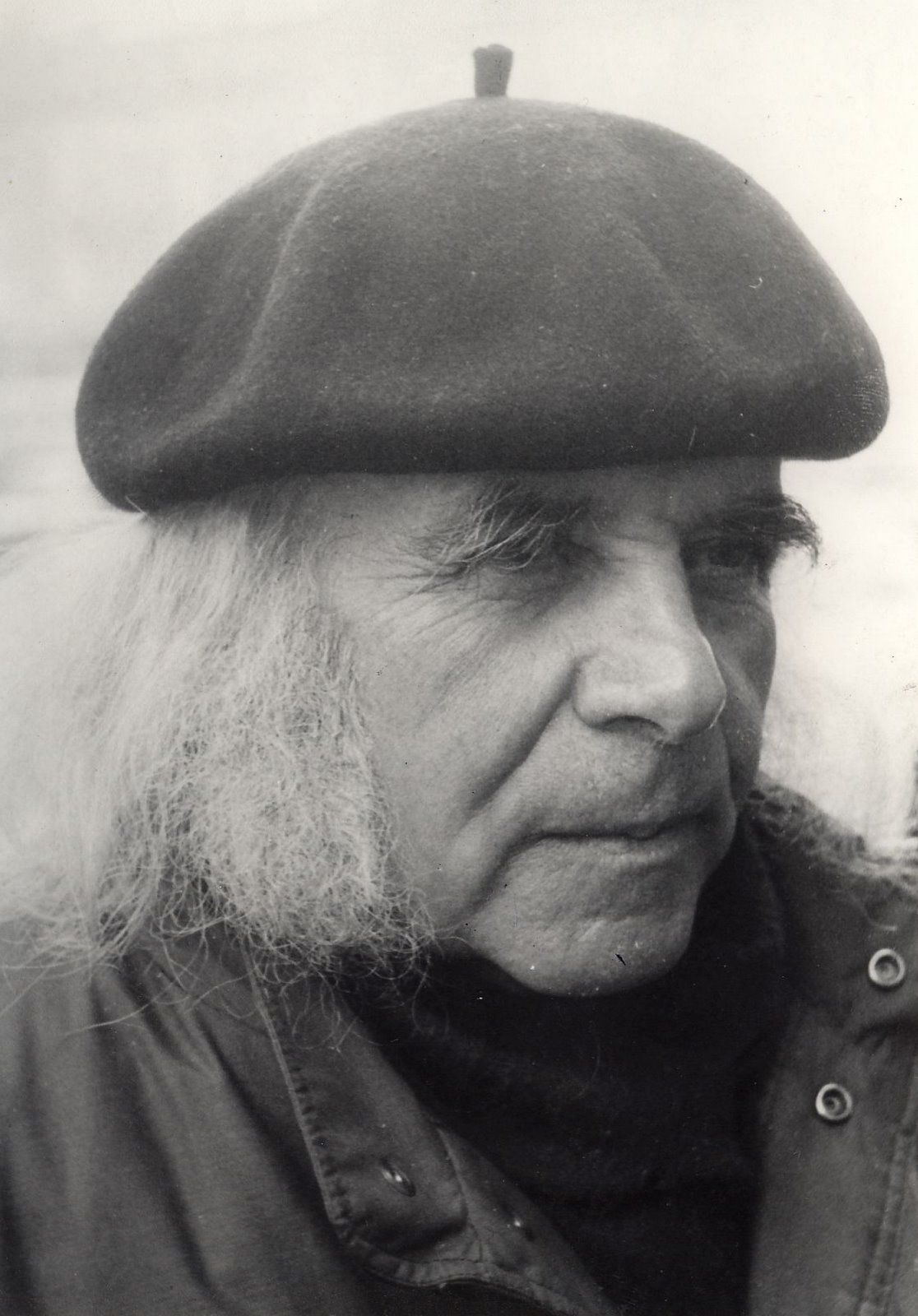
Csomafáy Ferenc felvétele

Egyéni kiállítások:
- 1969 Tordaszentlászló
- 1971 Kolozsvár
- 1972 Bukarest
- 1973 Korunk Galéria, Kolozsvár
- 1977 Marosvásárhely
- 1984 Jókai Klub, Budapest
- 1985 Szatmár
- 1988 Köln
- 1989 Kecskemét

Csoportos kiállítások:
- Kolozsvár
- 1968 Titograd
- 1970 Bukarest
- 1977 Kovászna
- 1979 Székelyudvarhely
- 1983 Székelykeresztúr
- 1985 Torda